# 海驢島

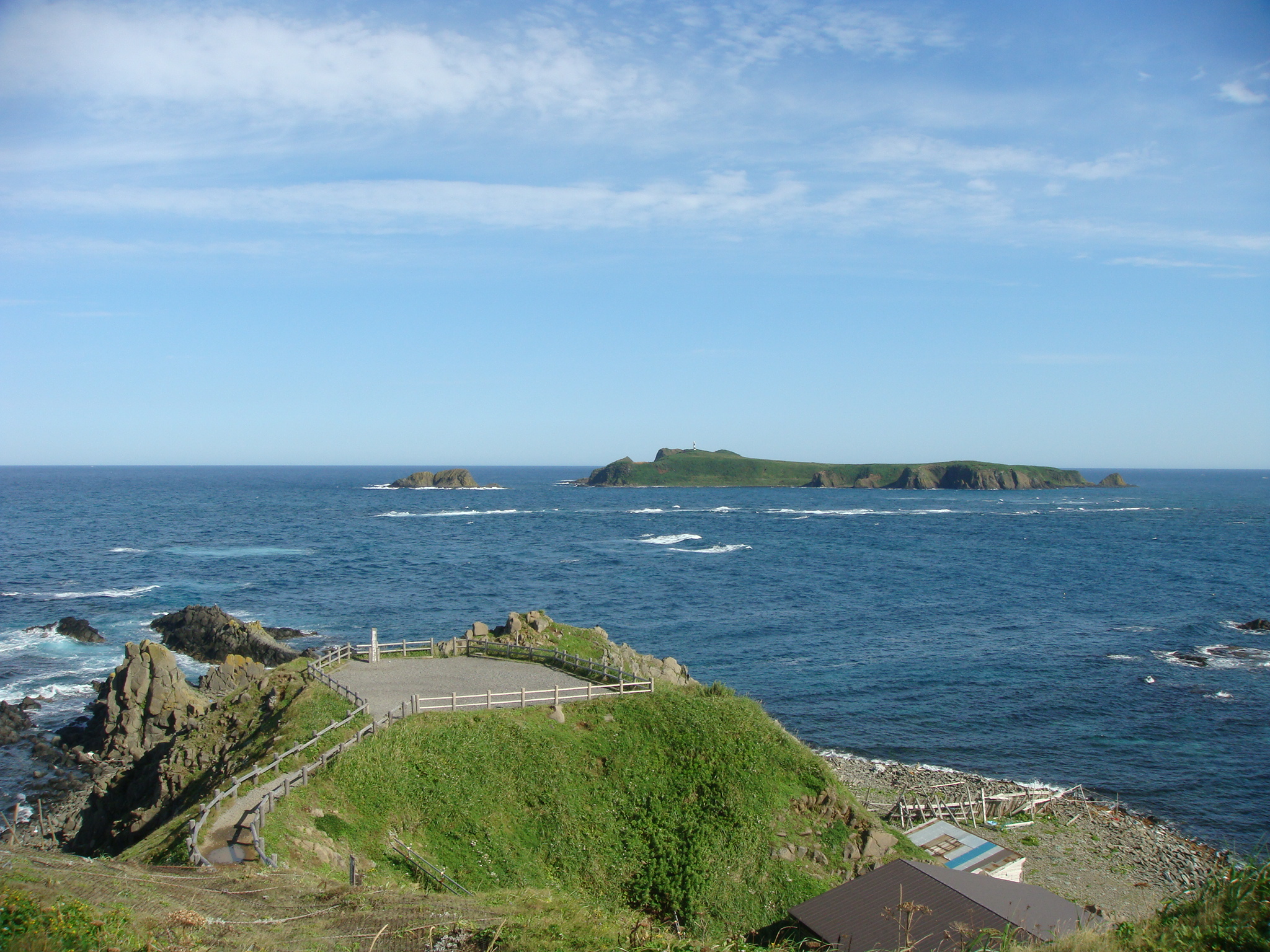
スコトン岬の先に見える海驢島

海驢島（とどじま、とどしま）は、北海道礼文郡礼文町（大字船泊村）に属する無人島。名称は「海馬島」や「トド島」とも表記され、またアイヌ語における名称はポンモシリ（Ponmosir）である。礼文島のスコトン岬から北方約1キロメートル沖合に位置する離島であり、白浜の須古頓漁港から直線距離にして約2キロメートル、江戸屋の浜中漁港からは約3キロメートル離れている。利尻礼文サロベツ国立公園に含まれる島であり、20世紀初頭から1980年代にかけては昆布やウニの漁期に限って漁業者が居住していた。高台には海驢島灯台が存在する。

## 概要
玄武岩の柱状節理が広く見られ沿岸の大部分は海食崖となっており、島の東西は岩礁地帯となっている。しかし南北には入り江が存在し、本多勝一は「アゲハチョウのような形」であると表現している。これらの入り江は礫浜となっており、南側には鉄骨構造による全長20メートルの桟橋が存在する。島の中央部は台地となっており、船泊村『村勢要覧 昭和30年度版』では「眠れる海馬（）の如き島影」と表現されている。植生は草原となっており樹木は見られない。高台には後述の灯台が位置し、南北の入り江とは野道で繋がっている。また、島の南部や野道の入り口付近では湧水が見られる。島内には神社があり、祠には弁才天と習合されるイチキシマヒメが祭られていた。神社祭も行われていたという。
1846年に礼文島を訪れた松浦武四郎の著書『東西蝦夷場所境調書』では、春にトド猟が行われる島であることが地名の由来であるとしている。1876年に礼文島を訪れた佐藤正克は、冬にトド猟が行われる島であるとしている。2014年の時点では島の近海においてトド猟が行われているものの、その多くは漁業被害を防ぐための駆除のみを目的としたものであり、食肉などに利用する者は少数であるという。
また、1990年代からはゴマフアザラシの回遊が確認されており、当初は冬に限定されていたが、2001年2月の北海道新聞には一年中ゴマフアザラシの群れが見られるとある。また、島では海鳥も多く見られ、2015年5月から7月にかけて行われた調査ではウトウの重要な繁殖地となっていることが明らかになった。ほかにウミウやオオセグロカモメの巣も確認されている。なお、礼文島はベニヒカゲが多く生息する島として知られているが、海驢島では生息が確認できないという。
冬季は北西風が強い地域であり定住は困難とされ、20世紀初頭から1980年代にかけては昆布漁やウニ漁を行う漁業者が漁期のみ居住していた。また、アワビが多く採れた時代もあったといい、船泊村編『郷土』に収録された都々逸では「鮑の島」とされている。元島民の俵静夫によると、最も人口が多かった時期には100人ほどの居住者がいたという。近海は漁場となっており、島の沿岸はアイナメ・カジカ・ハチガラ・ソイ・ホッケの釣り場とされる。かつては観光地として知られており、船泊村『村勢要覧 昭和30年度版』（1955年）では観光名所の一つとしてあげられている。
古くは松前藩の調査記録である『蝦夷巡覧筆記』（1797年）において言及されている。近藤重蔵作「レブンシリ島」図（1807年）において「ホンムシリ」として描かれており、今井八九郎作『礼文島・利尻島図』（1834年）では「トヽシマ」と記されている。1888年に北海道庁水産課によって測量が行われ（『北見国礼文郡神崎村鰊建網場実測図第八号』）、1895年には水路部が測量を行っている。近世から明治初期までの文献においては、礼文島からの距離を約14町、島の「周廻」は約25町とするものが多い。

## 海驢島灯台
島西部の高台にある灯台。1959年11月27日に開設。白と黒の2色で塗られた灯台である。1961年に島を訪れた本多勝一は島の「観光的事物」はこの灯台くらいであったと述べており、翌1962年に島を訪れた串田孫一や1997年に島を訪れた本木修次はこの灯台に登っている。灯台の壁には2枚のプレートが埋め込まれており、そのうちの一つには「海馬島灯台」とのみあるが、もう一つのプレートには「海驢島灯台 初点 昭和三四年十一月 改築 平成元年十月」と記されている。
海上保安庁水路部による1962年発行の『礼文島及諸分図』では、灯質は3秒に1閃光、灯火標高54メートル、光達距離16海里としている。1972年刊行の『礼文町史』では、灯質「閃紅3秒」、光度1000カンデラ、光達距離13海里としている。1973年には、光源が道内で3番目にアセチレンガス灯から太陽電池点灯に代えられた。1995年刊行の『灯台ミニガイド 北海道編』では光達距離を16.5海里とし「単閃白光毎3秒に1閃光」とある。2009年7月21日には光達距離が9海里から7海里に短縮された。
周辺の海域は座礁事故の多発地帯であり、古くはランプが灯台代わりに用いられていたという。船泊郷土民謡研究会が1946年8月に発表した『弥栄節』には「すことん岬の かもめの願ひ 早く灯台 海馬島へ」との一節があり、船泊村編『郷土』（1953年）に収録された都々逸にも「礼文（）の娘の切ない願い 早く灯台 トド島に」との一節が見える。建設工事には地元の漁師も参加した。なお、2001年4月の叙勲では、43年間灯台の監視を担当し続けている男性に勲六等瑞宝章が授与されている。この男性はスコトントマリ在住の漁師であり、島外への出稼ぎのため不在となる冬季には妻が代わりを務めていたという。

## 名称の変遷

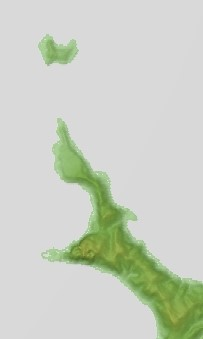
スコトン岬と海驢島の地形図

文化4年（1807年）に西蝦夷地を調査した近藤重蔵の「レブンシリ島」図（東京大学史料編纂所所蔵）では、礼文島北方の小島として「ホンムシリ」を描いている。また、場所請負人の村山直之が文化13年（1816年）2月に書写したとされる『松前蝦夷地島図』（北海道大学附属図書館所蔵）では、礼文島の北北西に位置する小島として「ホンモシリ」を描いている。文政9年（1826年）頃の作と推定される高橋景保の蝦夷図においても、礼文島の北に「ポンモシリ」を描いている。なお、松浦武四郎の著書『再航蝦夷日誌』によると、『蝦夷行程記』という文献にも「ホンモシリ」として記されている。幕領期の記述が見える『蝦夷地名解』（北海道立文書館所蔵）にも、礼文島の北に「ホンモシリと申小島」があるとの記述が見える。
天保5年（1834年）に礼文島を測量した今井八九郎の『礼文島・利尻島図』（東京国立博物館所蔵）では、スコトン岬の北にある小島として「トヽシマ」が描かれている。近代の資料においても片仮名のみで表記されることがあり、北海道庁水産課による1888年の測量図『北見国礼文郡神崎村鰊建網場実測図第八号』（道立文書館所蔵）には「トヾシマ」、礼文島民の茶木傳九郎が1912年に刊行した『礼文』の付図では「トトシマ」、1927年刊行の『船泊村勢一班』の付図では「トドシマ」と表記されており、船泊村の土地台帳においても一貫して「トドシマ」ないしは「トトシマ」と表記されている。
弘化3年（1846年）に礼文島を調査した松浦武四郎の著書『東西蝦夷場所境調書』や、安政5年（1858年）頃の成立と推定される箱館奉行所の役人薮内於菟太郎の著書『蝦夷全地』（北大附属図書館所蔵）所収の地図では、「トヾ島」と表記されている。また、安政年間頃の成立と推定される『江差沖ノ口備付西蝦夷地御場所絵図』の一つ「レフンシリ島」図や、安政2年（1855年）から礼文島の警固を担当した秋田藩の勘定方による『レフンシリ島略図』（利尻町立博物館所蔵）では、「トヽ島」と表記されている。北海道庁が1896年に発行した『北海道地形図』や陸地測量部が1898年に発行した『北海道仮製版五万分一図』にも「トド島」とあり、2010年に礼文町が刊行した『あのとき禮文』や2011年の北海道新聞における記事、2014年の産経新聞における記事のように、近年においても「トド島」という表記が用いられることがある。
現在国土地理院地図などにおいて用いられる海驢島という表記の古い例としては、水路部刊行の『日本北州沿岸諸分図』所収の「礼文島船泊湾」図（1895年測量）がある。1898年11月11日付官報の水路告示第990号にも「礼文島北端ニ位セル海驢島」とあり、同年刊行の『日本水路誌』第5巻においても同様の表記となっている。マイナビニュースの記事では「名前が変わっていることで有名な無人島」の一つとして海驢島があげられている。
しかし漢字表記としては「海馬島」の方が一般的であった。古くは安政4年（1857年）に仙台藩によって作成された『礼憤志理島之図』（仙台市立博物館所蔵）において「海馬島」と表記されている。1875年の書写とされる『北見国礼文郡全図』（北海道立図書館所蔵）においては「海午島」と表記される。佐藤正克の日誌（明治9年7月7日条）や開拓使札幌本庁民事局駅逓課の『難破船届録』（道立文書館所蔵）における1880年の「善宝丸」難破に関する資料では一貫して「海馬島」と表記され、茶木傳九郎の著書『礼文』（1912年）や1917年成立の『船泊村沿革史』（北大附属図書館所蔵）においても同様に表記されている。1923年発行の陸地測量部による測量図では「海馬島」とあり、1945年製版の集成20万分1帝国図第4号においても同じ表記が引き継がれている。1972年刊行の『礼文町史』などにおいても「海馬島」という表記が用いられている。
また、島名の発音については、1888年測量の『日本北州沿岸諸分図』所収「礼文島船泊湾」図において"Todo Jima"と記載されており、1953年刊行の船泊村編『郷土』においても「とどじま」とあるほか、『日本地名大事典』や『角川日本地名大辞典』において同様の読みが採用されている。一方1930年に発行された海図や1962年に発行された海上保安庁水路部『礼文島及諸分図』では"Todo Sima"とあり、1978年刊行の『難読地名辞典』や『日本歴史地名大系』においても同様の読みが採用されている。

## 沿革

### 近世
- 寛政9年（1797年） - 同年成立の『蝦夷巡覧筆記』では、「レフンシリ島」の「ヱケヒル」の沖に「平山島」があるとの記述が見える[注釈 8]。
- 文化4年（1807年） - 西蝦夷地が江戸幕府の直轄領となる。同年の成立とされる近藤重蔵の「レブンシリ島」図では「ホンムシリ」として記されている[20]。
- 文化13年（1816年） - 同年の書写とされる村山直之の『松前蝦夷地島図』では「ホンモシリ」として記されている[32]。
- 文政4年（1821年） - 蝦夷地が再び松前藩領になる。
- 文政9年（1826年） - この頃の成立と推定される高橋景保の蝦夷図においても「ポンモシリ」として記されている[33]。
- 天保5年（1834年） - 同年に礼文島を測量した今井八九郎による『礼文島・利尻島図』では「トヽシマ」が描かれており、島東部の岩礁地帯も表現されている[21]。
- 弘化3年（1846年） - 松浦武四郎が礼文島を調査。著書『廻浦日記』では「周十五丁斗の小島」（原文ママ）があるとの記述が見える[46]。また、別の著書である『東西蝦夷場所境調書』には「春分はトヾ多く参りし候を土人ども取獲、依てトヾ島と唱候よし」とあり、地形について「廻りは一面岩石ニ而中央は平地」としている[8]。
- 嘉永7年（1854年） - 同年刊行の『蝦夷闔境輿地全図』では「レフンシリ」（礼文島）の北に小さな島が描かれている[47]。
- 安政2年（1855年） - 再び蝦夷地が幕府の直轄領となる。同年から礼文島の警固を担当した秋田藩の『レフンシリ島略図』では「トヽ島」が描かれる[27]。
- 安政4年（1857年） - 同年に仙台藩が作成した『礼憤志理島之図』では「海馬島」が台形の島として描かれる。
- 安政5年（1858年） - この頃の成立と推定される薮内於菟太郎著『蝦夷全地』所収の地図に「トヾ島」が描かれており、島東部の岩礁地帯も表現されている[35]。

### 近代
- 明治2年（1869年） - 北海道北見国礼文郡神崎村の字の一つとなる。
- 1875年（明治8年） - 同年の書写とされる『北見国礼文郡全図』では「海午島」として見え、海食崖や南北の入り江のほか周辺の島々も描かれている[48]。
- 1876年（明治9年） - 7月に佐藤正克が礼文島を調査。日誌（7月7日条）では「海馬島」について「冬間此島ニ海馬ヲ猟スト云フ」としている[9]。
- 1880年（明治13年） - 同年4月12日に「海馬島」の前浜において積高18石の商船「善宝丸」が暗礁に触れ沈没し、乗客乗員20人が救助される（『難破船届録』）。
- 1888年（明治21年） - 北海道庁水産課によって島の測量が行われ、測量図には「トトシマ」として記載される。
- 1895年（明治28年） - 水路部によって島の測量が行われる。測量図には「海驢島」"Todo Jima"が記載され最高標高を140フィートとしている[22]。
- 1896年（明治29年） - 同年発行の『北海道地形図』では「トド島」として記載される[37]。
- 1898年（明治31年） - 同年発行の『北海道仮製版五万分一図』においても「トド島」として記載される。
- 1902年（明治35年） - 神崎村が船泊村と合併し、名称は船泊村となる。
- 1909年（明治42年） - 同年刊行の『大日本地名辞書 続編』では、「海驢（）島」（原文ママ）に漁期のみ人が住む「五六の家居」があるとしている[17]。
- 1912年（明治45年）- 同年刊行の茶木傳九郎の著書『礼文』では、船泊村における集落の一つとして「海馬島」をあげており、付図では「トトシマ」と表記している。
- 1917年（大正6年） - 同年の成立とされる『船泊村沿革史』も、船泊村の集落の一つとして「海馬島」をあげている。
- 1923年（大正12年） - 陸地測量部による同年の測量図では「海馬島」と表記される。
- 1925年（大正15年） - 柳谷漁場の日誌（3月8日条）では「トド嶋」と表記される[49]。
- 1927年（昭和2年） - 同年刊行の『船泊村勢一班』における地図では「トドシマ」と表記。
- 1933年（昭和8年）- 同年版『船泊村勢要覧』における地図では「海馬島」と表記。

### 戦後
- 1945年（昭和20年） - 終戦後、少年の水死体が島に打ち上げられたため埋葬される[50]。
- 1946年（昭和21年） - 同年8月に船泊郷土民謡研究会が発表した『弥栄節』には、「主と二人で トド島がよい 早く来らんせ 旗上がる」「海馬（）が棲むので 海馬島なれば 鮑（）こたんは貝だらけ」のように、島について謳った箇所がある[30]。

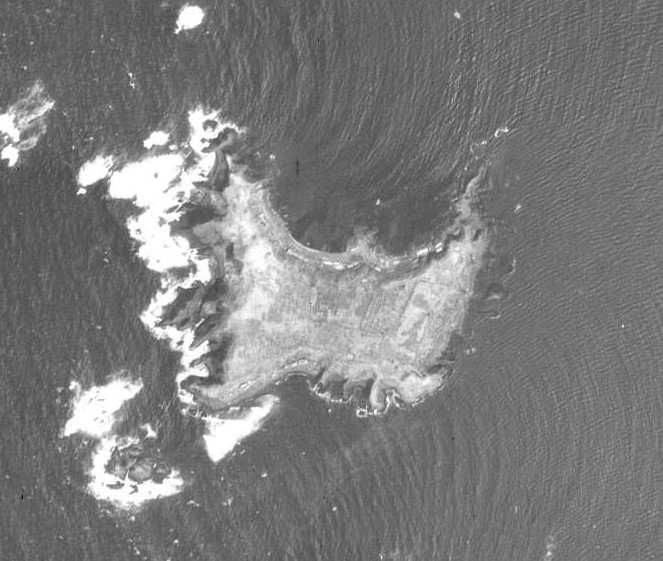
1952年5月7日撮影の航空写真。国土地理院の地図・空中写真閲覧サービスの画像より抜粋。

- 1953年（昭和28年） - 同年の成立とされる船泊村編『郷土』に掲載された『船泊数え歌』には「二人揃って とゞ島え 主は昆布採り 妾しや干娘」との一節が見える。また、同書には島について謳った都々逸[注釈 5]も採録されており、そこでは「とど島よいとこ鮑の島よ」と謳われている。
- 1955年（昭和30年） - 船泊村『村勢要覧 昭和30年度版』では、観光の項において「海馬島」の記述がある。
- 1956年（昭和31年） - 船泊村と香深村が合併し礼文村となる。
- 1958年（昭和33年） - 同年の測量による地形図では、「海馬島」に9軒（北岸6軒・南岸3軒）の建物を記している。
- 1959年（昭和34年） - 礼文村が町政施行により礼文町となる。同年11月27日には前述した灯台が開設される。
- 1961年（昭和36年） - 本多勝一が島を訪れる。「海馬島」の北岸には十数戸、南岸に約10戸の「夏小屋」が存在し、知床半島などの地域とは対照的に立派な建物であるとしている。本多はその理由について、日本海沿岸の漁村は歴史が古く、かつてニシン漁で栄えた時代もあったためと分析している。また、漁船を用いた島への航路が営まれており、観光客の多くは日帰りであったが、島には小さな民宿[注釈 9]もあったという。そして本多は「日本の島では最北端の礼文島の、そのまた最北端にある小島だから、イナカで、貧乏で、みじめで、残酷物語の材料になるかと思ったら、反対にこっちがイナカ者扱いされるところだった」と述べている[1]。
- 1962年（昭和37年） - 串田孫一が島を訪れる。「海馬島」の北岸には当時「三つ、四つ」番屋があったという。また、当時礼文町では観光船の運行が計画されており、礼文島との間にロープウェーを建設するという話すらあったという[24]。同年の作である吉田初三郎の『礼文島鳥瞰図』では「海馬島」が描かれている[51]。同年刊行の『利尻・礼文島の風景・気候・動物・考古』では、島に20戸ほど漁期のみ人が住む番屋があるとしている[52]。また、この年に発行された海上保安庁水路部『礼文島及諸分図』には「海驢島」"Todo Sima"と記載されている。
- 1964年（昭和39年） - 観光船の運行が開始される[53]。
- 1965年（昭和40年） - 同年7月10日に指定された利尻礼文国定公園の一部となる。
- 1968年（昭和43年） - 同年刊行の『日本地名大事典』第7巻では、「海馬島」には漁期のみ人が住む番屋があり、夏季には船泊との連絡船が運行され、観光客も訪れる島であるとしている[16]。
- 1971年（昭和46年） - 「礼文島過疎地域振興計画」の一環として、島の南岸に桟橋が建設される[2]。
- 1972年（昭和47年） - 『礼文町史』刊行。「海馬島」には10戸ほどの番屋があり、毎年6月初旬に「島開き祭り」が催されるとある。ただし不定期の観光船は当時ほとんど利用されていないかったという[53]。
- 1973年（昭和48年） - 灯台の光源が太陽電池点灯となる。
- 1974年（昭和49年） - 利尻礼文国定公園は同年9月20日に利尻礼文サロベツ国立公園となる。同年の測量による地形図では、「海驢島」に10軒（北岸5軒・東岸2軒・南岸3軒）の建物を記している。
- 1975年（昭和50年） - 北海道新聞の記事によると、この頃には島に15軒ほどの番屋があって漁期には居住者がいたが、その後完全な無人島になったという[29][54]。元島民の俵静夫によると、島で発生した投身自殺を機に多くの住民が離島したという[7]。

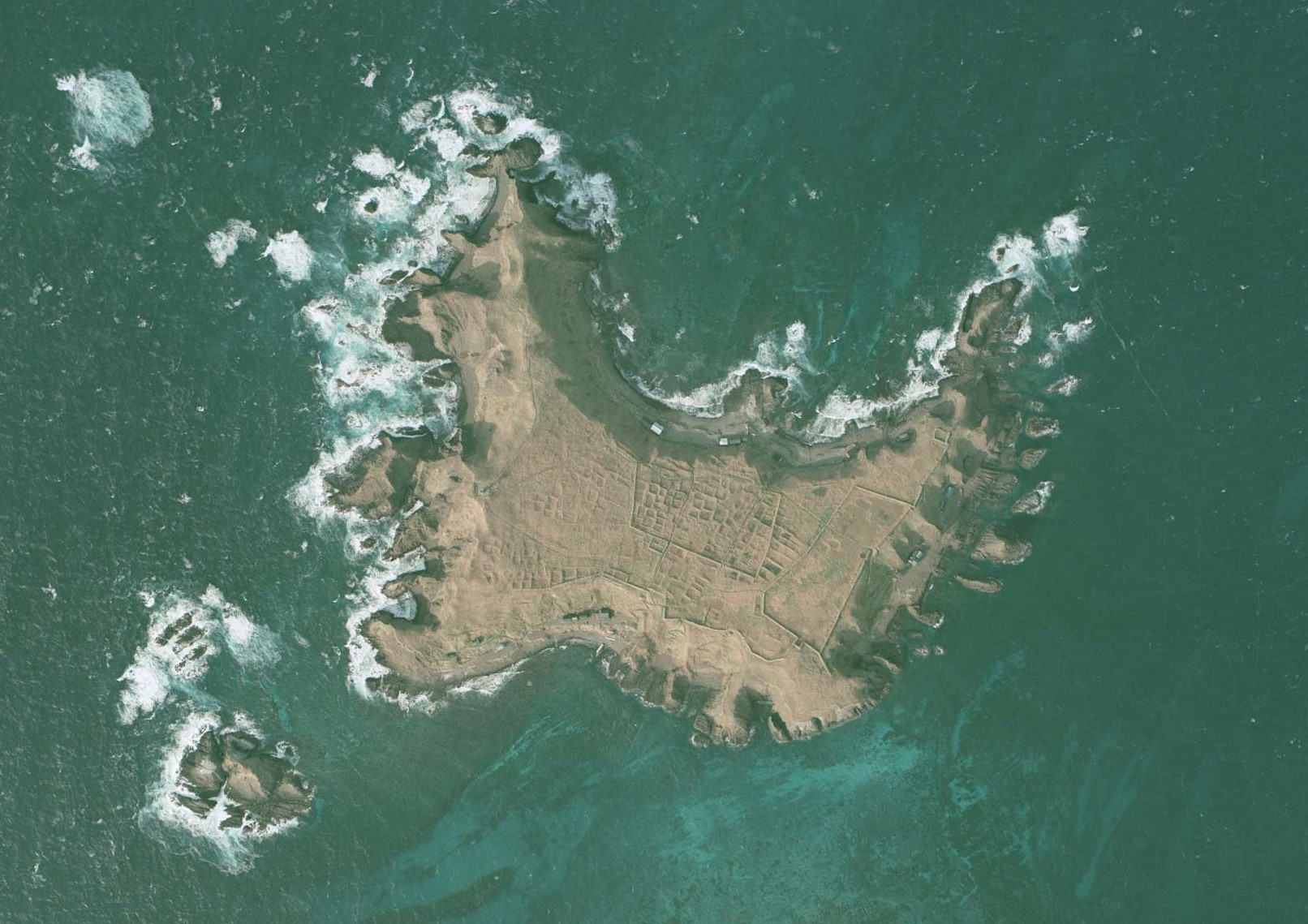
1977年10月23日撮影の航空写真。国土地理院の地図・空中写真閲覧サービスの画像より抜粋。

- 1983年（昭和58年） - 同年発表の「礼文島の集落と地形」では、島には漁期のみ住居者がおり、北岸に7軒、南岸に3軒の番屋があるとしている。また、高台には神社の鳥居があったとしている[5]。
- 1984年（昭和59年） - 同年発表の「礼文島海驢島、召国、宇遠内地区における土地所有権の推移」では、島には漁期のみ住居者がおり、北岸に3軒、東岸に2軒、南岸には4軒の番屋があるとしている[3]。

### 無人化以降
- 1989年（平成元年） - 灯台の改築工事が行われる。
- 1990年（平成2年） - 同年刊行の『北海道の離島』では、7月から8月にかけての期間のみ礼文島白浜の港から船が出るとしている[19]。
- 1993年（平成5年） - 同年刊行の『SHIMADAS 離島情報ガイド』では、すでに居住者は残っていない無人島であるとしており、また、当時6月から8月にかけて島に上陸してジンギスカンを食べるツアーが礼文島の民宿によって催されていたという[55]。
- 1995年（平成7年） - 同年刊行の『灯台ミニガイド 北海道編』では、5月から9月にかけて礼文島から遊覧船が出るとしている[25]。
- 1997年（平成9年） - 同年1月29日の朝日新聞によると、無人となった島には「数軒の小屋」が残っており、また「夏場に観光客を乗せた遊漁船が出ている」という[56]。同年6月には本木修次が島を訪れている。当時島の北岸には3戸ほどの廃屋があり、また南岸にも2軒の廃屋が残っていたという[4]。同年には平野勝之と林由美香が島を訪れている。
- 2004年（平成16年） - 同年11月12日の北海道新聞によると、島には廃屋が数棟残っており、当時船泊の漁師が6月から8月の間のみ礼文島からのチャーター船を運航していた[54]。
- 2007年（平成19年） - 7月に礼文町子供会育成会連絡協議会が主催した「ぐるっと礼文・再発見クルーズ2007」において、町内の小学生37人が海底探勝船に乗って島を訪れた[57]。
- 2009年（平成21年） - 7月21日から灯台の光達距離が7海里に短縮される。
- 2012年（平成24年） - 3月24日に当時農林水産副大臣であった岩本司が、島に上陸したトドをスコトン岬から双眼鏡で観察した[58]。
- 2014年（平成26年） - 1月に田中康弘が島近海でトド猟を行う元島民の猟師俵静夫を取材[10]。7月には北海道海鳥センターが島においてケイマフリの調査を行う。かつて民宿として使われていた廃屋が残っていたという[59]。また、同年10月の産経新聞の記事では、ロシアの密漁船が「トド島の先」でカニを別の船に積み替えるという礼文町議会議員の証言を掲載[38]。
- 2015年（平成27年） - 5月から7月にかけて北海道海鳥保全研究会が島を調査。ウトウの推定巣数は35086と算出され、国内有数の繁殖地となっていることが明らかになった[14]。
- 2016年（平成28年） - 2月7日にTBS系列局で放送されたドキュメンタリー番組「情熱大陸」において俵静夫が取り上げられた[60]。また、同年7月17日の放送において再び取り上げられた[50]。
- 2024年（令和6年）- NHKで12月6日の記事及び12月8日に放送された「NHKスペシャル」において俵静夫が取り上げられた[61][62]。

## 周辺の島々
マンジュウ岩（北緯45度28分21.6秒 東経140度58分21.1秒 / 北緯45.472667度 東経140.972528度）
海驢島の南東に位置する最高標高6mの岩礁。水路部発行の『日本北州沿岸諸分図』では、1895年測量の「礼文島船泊湾」図に「小島」の名称で記載され「高九呎」とある。南西には「クキアイ」と称される岩礁群もある。マンジュウ岩とクキアイの沿岸は、いずれも環境脆弱性指標図において「崖・急斜面（岩盤・粘土）」に分類されている。1875年の書写とされる『北見国礼文郡全図』では、礼文島と「海午島」の間に岩礁群が描れている。
タタキ島（北緯45度28分26.8秒 東経140度57分42.6秒 / 北緯45.474111度 東経140.961833度）
海驢島の南西に位置する最高標高21mの岩礁。アイヌ語に由来する別称としてメナシトマリ岩がある。トド猟の大半をこの島で行っていた時代もあったとの証言があり、またアイヌ民族がトドなどの海獣を棒で叩く島であったため、タタキ島と呼ばれるようになったという言い伝えがある。『日本北州沿岸諸分図』所収「礼文島船泊湾」図には"MenashitomariIwa"とあり、最高標高を61フィートとしている。沿岸は環境脆弱性指標図において「平坦な磯（岩盤・粘土）」に分類されている。なお、北西に位置する岩礁群「三ツ岩」（北緯45度28分31秒 東経140度57分39秒 / 北緯45.47528度 東経140.96083度）は、日本の排他的経済水域外縁を根拠付ける離島の一つとなっているが、従来の地図や海図には名称が記載されていなかった。三ツ岩の沿岸は環境脆弱性指標図において「砂浜（粗粒）」に分類されている。前述の『北見国礼文郡全図』では、「海午島」の西に小島が描かれている。
平島（北緯45度29分1.1秒 東経140度58分3秒 / 北緯45.483639度 東経140.96750度）
海驢島の北方に位置する最高標高6mの岩礁群。かつてトド猟が行われていた島の一つ。『日本北州沿岸諸分図』所収「礼文島船泊湾」図では平島の最高標高を21フィートとしており、北方の暗礁「地ノ礁」"Jino Sho"との間を「平島水道」"Hirashima Suido"としている。国土地理院地図ではこの暗礁を「中ノ礁」の名称で記載している。また、「礼文島船泊湾」図では、北西に暗礁「平島出シ」を記載しており、国土地理院地図ではこの暗礁を「東のソリ」として記載している。ソリは地元の方言で浅瀬を意味する。沿岸は環境脆弱性指標図において「砂浜（粗粒）」に分類されている。前述の『北見国礼文郡全図』では、「海午島」の北東15町までの海域に岩礁群が描かれている。

## 種島

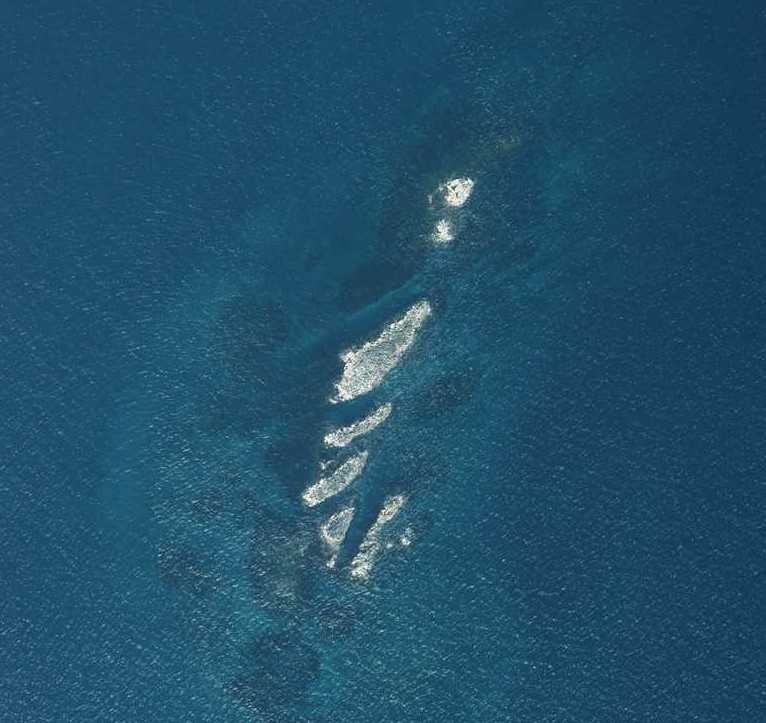
2014年9月3日撮影の航空写真。国土地理院の地図・空中写真閲覧サービスの画像より抜粋。

種島（たねしま・北緯45度30分16.5秒 東経140度57分40.7秒）は、平島の北方に位置する最高標高3メートルの岩礁群。海驢島からは約3キロメートル離れている。そしてすぐ北に位置する岩礁は礼文町の最北端であり、日本の排他的経済水域外縁を根拠付ける離島の一つであることから、2012年に種北小島（北緯45度30分19.9秒 東経140度57分43.1秒 / 北緯45.505528度 東経140.961972度）と命名された。
『日本北州沿岸諸分図』所収「礼文島船泊湾」図では"Tane Shima"と記載されており「高八呎」とある。1962年に海驢島を訪れた串田孫一は、漁師が種島に昆布などを採りに行くとしている。また、本木修次は種島について「黒い岩礁」であるとしている。種島と種北小島の沿岸は、いずれも環境脆弱性指標図において「平坦な磯（岩盤・粘土）」に分類されている。
船泊村編『郷土』には「明治の中頃」まではトドが群れを成して棲息していたとある。1925年まではトドの繁殖が確認されており、日本国内における唯一の繁殖地であった。以降も1970年代までは春になると多数のトドが集まる上陸場であったが、1980年代には「まれに数頭」が上陸する程度にまで減少し、2014年の時点においてもトドの上陸は稀にしか見られないという。ただし島の周辺では、2018年現在でもトド猟が行われている。
なお、種島の北方には「沖のソリ」と呼ばれる水深約3メートルの暗礁があり、『日本北州沿岸諸分図』所収「礼文島船泊湾」図では「沖ノ礁」"Okino Sho"として記載されている。